# Sankt Moritz
Sankt Moritz (tedesco, pronuncia [ˌzaŋkt moˈʁɪt͡s] o [ˌzaŋkt ˈmoːʁɪt͡s]; in romancio San Murezzan ; in francese Saint-Moritz [sɛ͂ moʁits], desueto; in italiano San Maurizio d'Engadina, desueto), ufficialmente St. Moritz, è un comune svizzero di 4 945 abitanti del Canton Grigioni, nella regione Maloja.
È una rinomata meta di turismo invernale ed estivo delle Alpi; ha ospitato numerose manifestazioni sportive internazionali, tra le quali due edizioni dei Giochi olimpici invernali, ed è nota come una delle stazioni sciistiche più costose al mondo.

## Geografia fisica
Sankt Moritz è situata in Alta Engadina, sulla sponda sinistra dell'Inn, e affacciata sul lago omonimo. Dista 49 km da Chiavenna, 57 km da Tirano, 77 km da Coira e 124 km da Lugano. Il punto più elevato del comune è la cima del Piz Julier (3 380 m s.l.m.), sul confine con Silvaplana.

## Storia
Il territorio dell'attuale Sankt Moritz è abitato fin dall'età del bronzo, quando risulta sfruttata la sorgente di San Maurizio. Fino al XIX secolo fu un modesto villaggio a economia alpina, sebbene a partire dal XVII le proprietà termali delle acque avessero iniziato ad attrarre facoltosi clienti. Il primo stabilimento termale fu aperto nel 1832, ma fu solo con l'apertura dei primi grandi alberghi, a metà secolo, che iniziò lo sviluppo turistico su larga scala, prima legato al termalismo poi, da fine secolo, agli sport invernali.

### Simboli
Lo stemma mostra san Maurizio, patrono della città. Il santo compare già sui vecchi sigilli settecenteschi del paese.

## Monumenti e luoghi d'interesse

### Architetture religiose
- Chiesa riformata in località Dorf, eretta nel 1787[2];
- Chiesa parrocchiale cattolica di San Maurizio in località Dorf, eretta nel 1867[2];
- Chiesa cattolica di San Carlo Borromeo in località Bad, eretta nel 1889[2], decorata dalle vetrate di Enrico Leone Donati[7];
- Cappella Regina Paci, eretta nel 1928 su richiesta di Maria Bon, moglie di Anton Sebastian Bon[8].

### Architetture civili
- Hotel Kulm, aperto nel 1858[2];
- Badrutt's Palace Hotel, aperto nel 1896[9];
- Casinò[10].

## Società

### Evoluzione demografica
L'evoluzione demografica è riportata nella seguente tabella):
Abitanti censiti

### Lingue e dialetti
Originariamente borgo di lingua romancia (nel dialetto putèr), è stato progressivamente germanizzato a partire dalla seconda metà del XIX secolo: nel 2000 il 67% degli abitanti parlava tedesco come prima lingua, il 5,4% romancio.
La lingua ufficiale del comune è il tedesco, tuttavia i nomi delle vie nel comune sono scritti unicamente e ufficialmente in lingua romancia. È significativamente diffusa la lingua italiana, parlata come lingua madre da oltre il 23% dei residenti e usata anche dal comune a scopi turistici o amministrativi; la terza lingua più diffusa è il portoghese (6,6%). Il romancio ha perso terreno sia nei confronti del tedesco sia dell'italiano. Nel 1900 il 31% della popolazione parlava italiano come prima lingua, e nel 1910 la percentuale era circa uguale. Negli anni successivi, entrambe le parlate di origine latina (romancio e italiano) hanno mostrato una riduzione rispetto ai germanofoni. Nel 1880 il 50,2% degli abitanti parlava romancio, nel 1941 il 20% e nel 1970 l'8%.
| Lingue a Sankt Moritz | Lingue a Sankt Moritz | Lingue a Sankt Moritz | Lingue a Sankt Moritz | Lingue a Sankt Moritz | Lingue a Sankt Moritz | Lingue a Sankt Moritz |
| --------------------- | --------------------- | --------------------- | --------------------- | --------------------- | --------------------- | --------------------- |
| Lingue                | Censimento 1980       | Censimento 1980       | Censimento 1990       | Censimento 1990       | Censimento 2000       | Censimento 2000       |
| Lingue                | Abitanti              | Percentuale           | Abitanti              | Percentuale           | Abitanti              | Percentuale           |
| Tedesco               | 3092                  | 52,41%                | 3186                  | 58,72%                |                       | 67%                   |
| Romancio              | 569                   | 9,64%                 | 338                   | 6,23%                 |                       | 5,4%                  |
| Italiano              | 1608                  | 27,25%                | 1157                  | 21,32%                | 1220                  | 22,83%                |
| Totale                | 5269                  | 100%                  | 5426                  | 100%                  |                       |                       |

## Cultura

### Istruzione

#### Musei
- Museo Segantini, fondato nel 1908 è esposta la raccolta più importante e completa a livello mondiale dei dipinti di Giovanni Segantini; è stato ristrutturato, restaurato e ampliato nel 1998-1999[2][12];
- Museo dell'Engadina, fondato nel 1906[2];
- Museo Berry, nell'antica Villa Arona[13].

### Cinema
Sankt Moritz è apparsa in numerose produzioni cinematografiche, dal documentario XIV Olympiad: The Glory of Sport (1948) ai film Il grande agguato (1932), L'uomo che sapeva troppo (1934), Vor Sonnenuntergang (1956), Vacanze di Natale '90 (1990), Vacanze di Natale '91 (1991), A Natale mi sposo (2010), L'erede - The Heir (2011) e Sils Maria (2014).

## Geografia antropica

### Frazioni
Le frazioni di Sankt Moritz sono:
- Bad

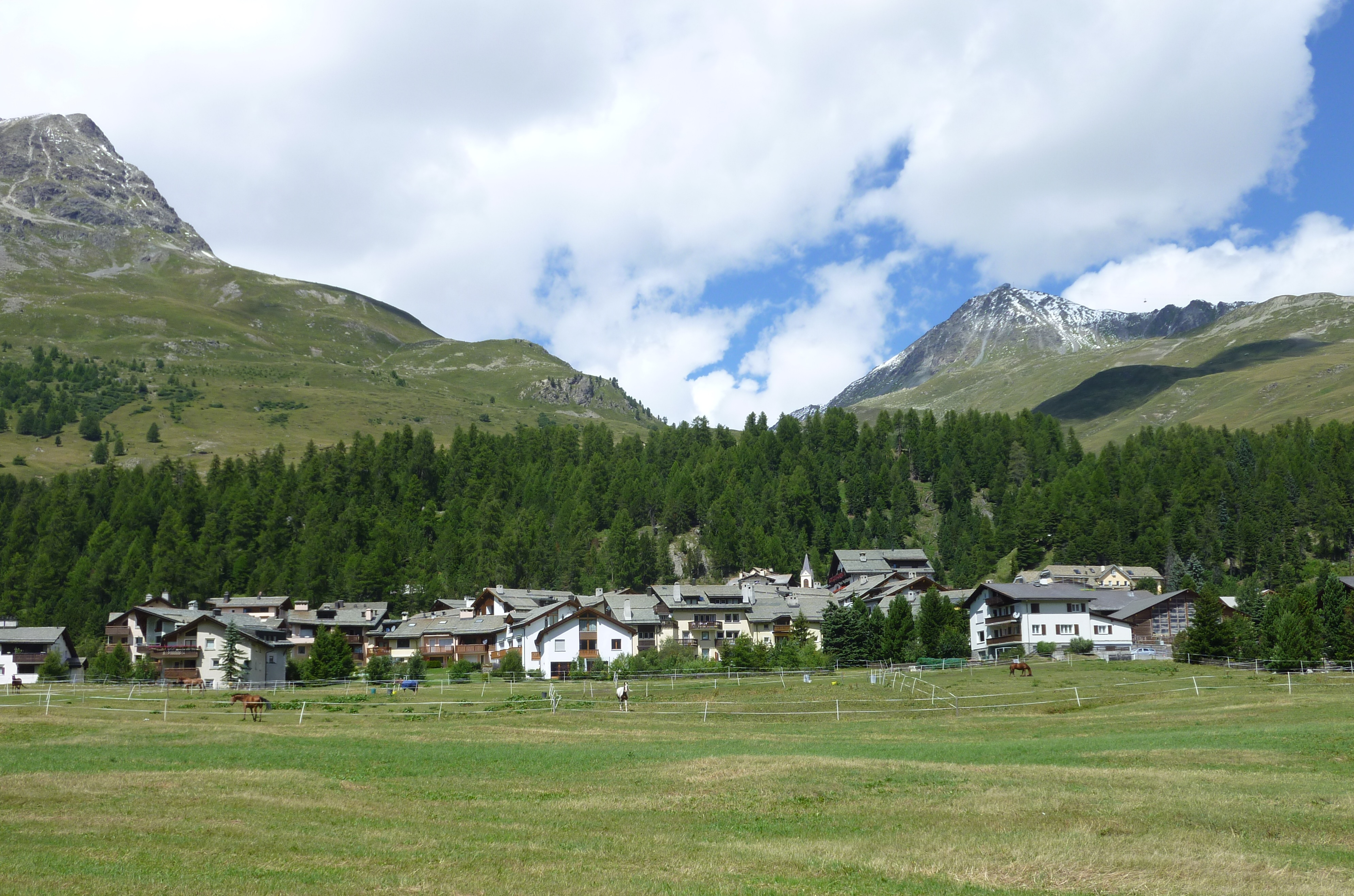
Champfèr

- Champfèr, in parte ricadente nel comune di Silvaplana[14]
- Dorf
- Suvretta

## Economia

### Turismo
Il comune basa gran parte della sua economia sul turismo alpino: nel territorio attorno alla città sono diffusi impianti di risalita, piste per lo sci e diversi sentieri per escursioni in montagna. Altra attrazione è l'omonimo lago. Ai circa 5 000 residenti si aggiungono circa 3000 lavoratori stagionali; la ricettività alberghiera e delle case in affitto offre un totale di 13 000 posti letto, con oltre un milione di pernottamenti annui.

## Infrastrutture e trasporti

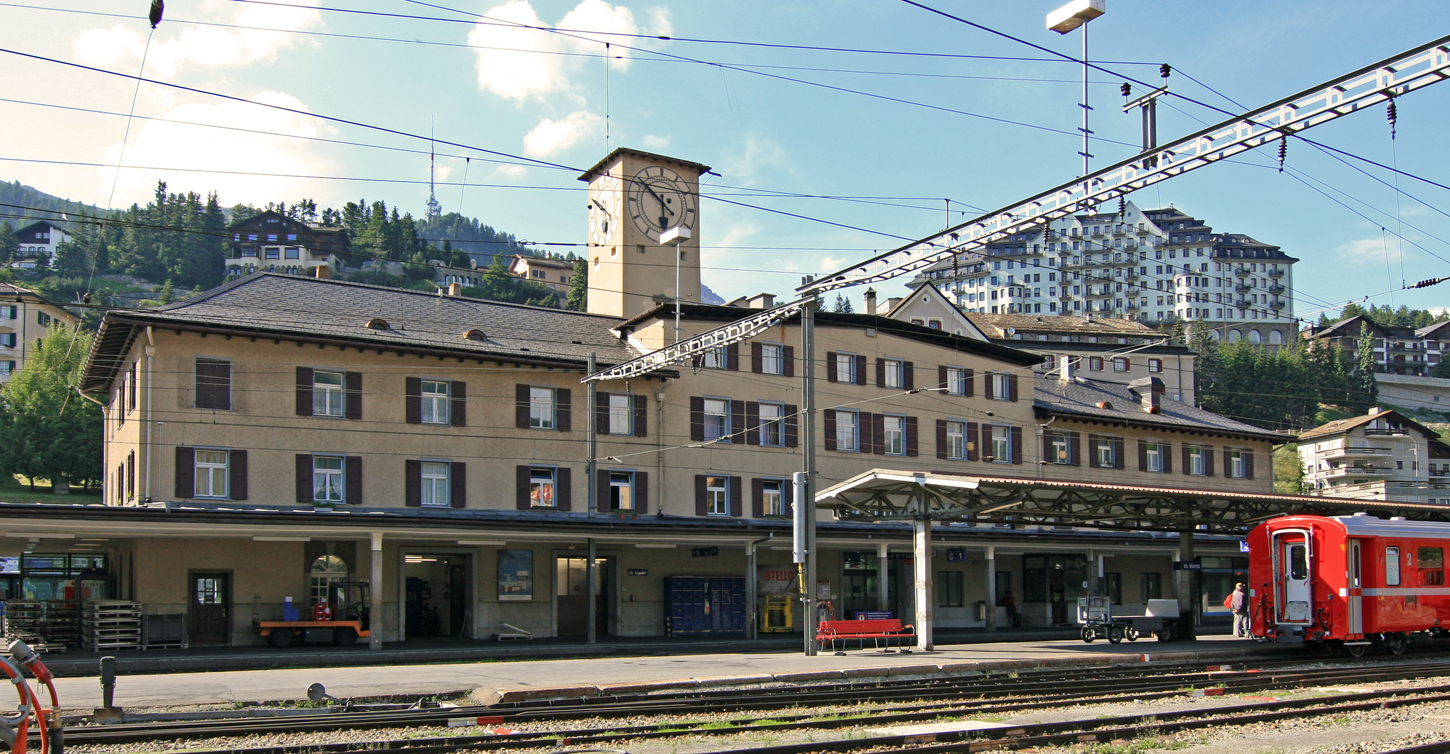
La stazione di Sankt Moritz

È servita dalla stazione ferroviaria omonima della Ferrovia Retica, capolinea delle linee del Bernina e dell'Albula; vi ferma il treno turistico Bernina Express.
Dal 1896 al 1932 il paese di Sankt Moritz fu collegato alle terme da una linea tranviaria.

## Sport
È stata la sede dei II Giochi olimpici invernali e dei V Giochi olimpici invernali, oltre che di numerose altre manifestazioni sportive, per lo più invernali.

### Bob, slittino e skeleton

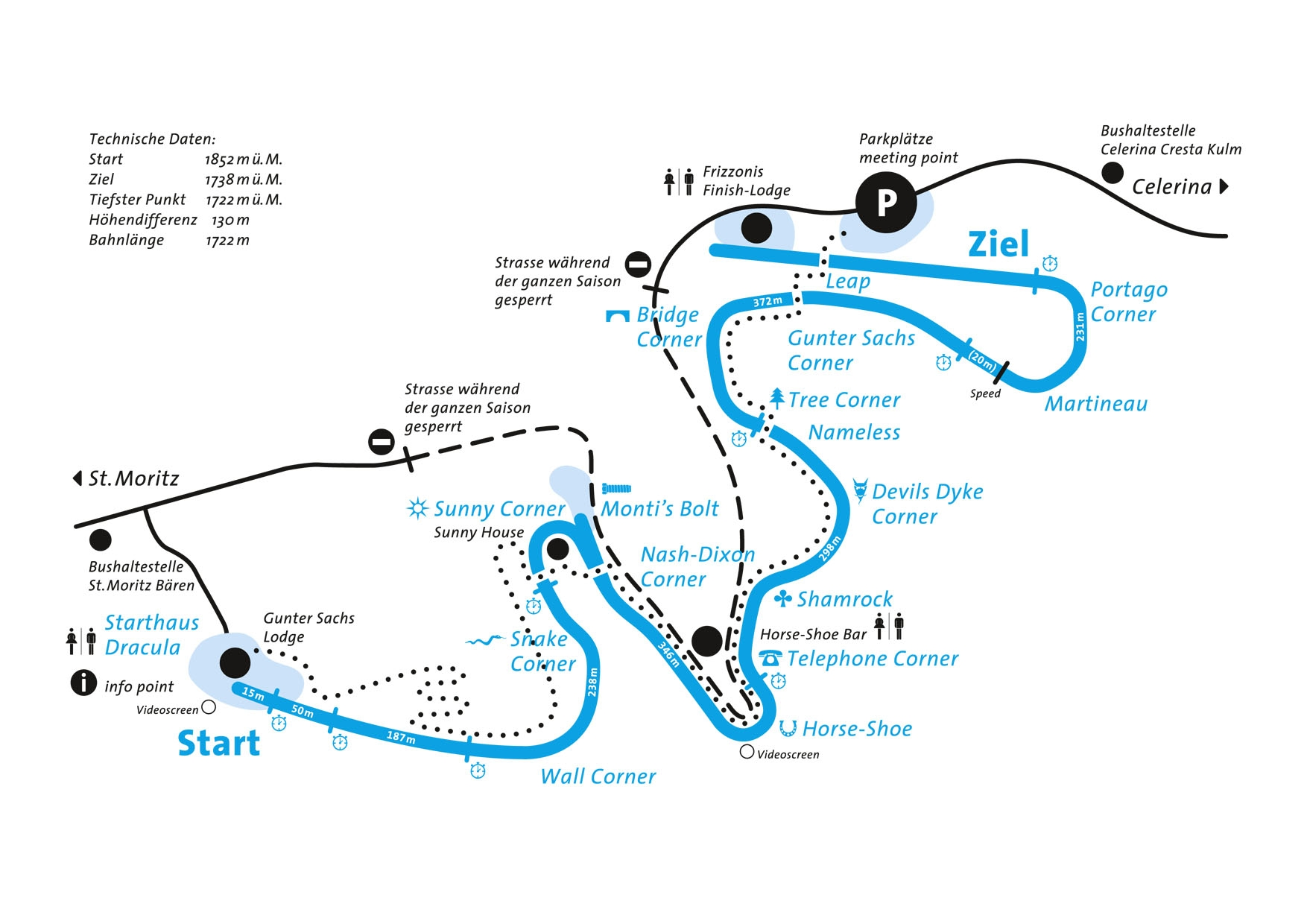
Planimetria della storica pista di bob, skeleton e slittino Olympia Bobrun St. Moritz–Celerina

È sede storica delle più importanti competizioni di bob, di skeleton e, con minor frequenza, di slittino. Le gare si svolgono sulla Olympia Bobrun St. Moritz–Celerina, tracciato completamente naturale (non refrigerato artificialmente) che da Sankt Moritz conduce all'abitato di Celerina. Nelle vicinanze, nel territorio comunale di Celerina, si trova la Cresta Run, una storica pista naturale che fu sede delle competizioni di skeleton sino ai primi anni 1950 quando si iniziò a gareggiare sull'Olympia anche per questa disciplina.
Sankt Moritz ha ospitato diciotto edizioni dei Campionati mondiali di bob (nel 1931, nel 1935, nel 1937, nel 1947, nel 1955, nel 1957, nel 1959, nel 1965, nel 1970, nel 1974, nel 1977, nel 1982, nel 1987, nel 1990, nel 1997, nel 2001, nel 2007 e nel 2013), una dei Campionati mondiali di slittino (nel 2000), cinque dei Campionati mondiali di skeleton (nel 1982, nel 1989, nel 1998, nel 2007 e nel 2013), undici dei Campionati europei di bob, cinque dei Campionati europei di skeleton, quattro dei Campionati mondiali juniores di bob, una dei Campionati mondiali juniores di skeleton e numerose tappe della Coppa del Mondo di bob, della Coppa del Mondo di slittino e della Coppa del Mondo di skeleton.

### Ciclismo
Oltre a numerose tappe del Tour de Suisse, Sankt Moritz è stata l'arrivo o la partenza di alcune tappe del Giro d'Italia.

### Hockey su ghiaccio

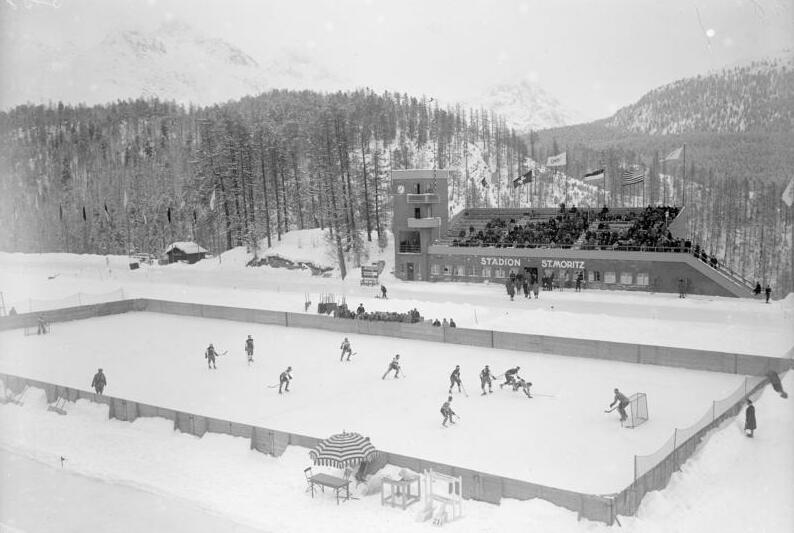
Il Sankt Moritz Olympic Ice Rink nel 1931

Il Sankt Moritz Olympic Ice Rink è lo stadio del ghiaccio, all'aperto, che, oltre a partite di hockey su ghiaccio e competizioni di pattinaggio di velocità e pattinaggio di figura, ha anche ospitato le cerimonie di apertura e chiusura dei II e dei V Giochi olimpici invernali.
L'Eishockeyclub St. Moritz (abbreviato EHC St. Moritz) è la squadra di hockey su ghiaccio locale.

### Pattinaggio
Nel pattinaggio di figura, i Campionati mondiali del 1914 e tre edizioni dei Campionati europei si sono svolti a Sankt Moritz. Nel pattinaggio di velocità, la località è stata sede dei Campionati europei di pattinaggio di velocità nel 1925.

### Sci alpino
Le principali piste di gara sono la Corviglia e la Suvretta. Sankt Moritz ha ospitato quattro edizioni dei Campionati mondiali (nel 1934, nel 1974, nel 2003 e nel 2017) e numerose tappe della Coppa del Mondo e della Coppa Europa.

### Sci nordico

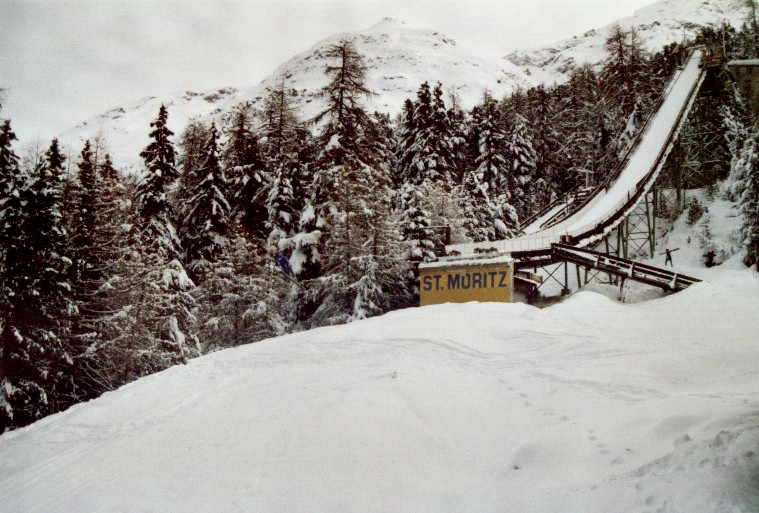
L'Olympiaschanze

Il trampolino Olympiaschanze, inaugurato nel 1926 in sostituzione del vecchio Julierschanze risalente al 1905, ha ospitato le gare di salto con gli sci e di combinata nordica dei II e dei V Giochi olimpici invernali, nel 1928 e nel 1948, oltre a numerose tappe della Coppa del Mondo di combinata nordica e della Coppa del Mondo di salto con gli sci e la Coppa Kongsberg del 1970.
Anche i Campionati mondiali juniores di sci nordico 1998 si sono disputati a Sankt Moritz (assieme a Pontresina).